# Diego López de Zúñiga (teólogo)
Diego López de Zúñiga Avellaneda y Velasco Jacobus Lopis Stunica (fallecido en Nápoles en 1531) fue un teólogo español especialmente conocido por sus controversias con Erasmo de Róterdam. Gran conocedor del griego, latín, hebreo, arameo y árabe colaboró en trabajos de exégesis, de traducción y en la enseñanza de lenguas clásicas en Alcalá y en Roma. 
Fue también diplomático pontificio y acompañó al rey Carlos V a su paso por Italia.

## Biografía y controversia con Erasmo
Lo poco que se sabe de su vida es ora por menciones de otros en biografías de personas que lo rodeaban, como el cardenal Francisco Jiménez de Cisneros, ora por su disputa con Erasmo. De esos datos se puede deducir que era sacerdote aunque no monje ni religioso. También era de familia noble. Estudió griego con Ayres Barbosa en la Universidad de Salamanca. Se doctoró en teología en Alcalá.
Tenía un hermano diplomático en la corte de Carlos V. Este mismo u otro hermano fue el destinatario de una de las obras de Diego: su Itinerario a la ciudad de Roma, en la que aparece con el hombre de Johannes.
El cardenal Cisneros lo tomó consigo para ayudarle en la elaboración de la Biblia Polyglota debido al dominio que Zúñiga tenía de las lenguas clásicas y del hebreo. Juan de Vallejo, biógrafo del cardenal Cisneros, habla de él como «bachiller Diego López de Çúñiga» «persona docta en la arte griega», entre los estudiantes que el cardenal asumió de Alcalá para ayudar en la versión Polyglota de la Biblia que estaba preparando. Debía de tener entonces, es decir, en 1502, unos treinta años. 
En la realización de esta versión se encontraba, cuando Erasmo publicó su Novum Instrumentum. Lo revisó con detenimiento y elaboró una lista de errores que mostró al cardenal Cisneros. Este le pidió que enviara una carta privada a Erasmo comentándole tales errores y le recomendó que si no recibía una respuesta satisfactoria los publicara. Según Erasmo, el Cardenal además le dijo que no se atreviera a criticar tal trabajo mientras no hiciera uno de igual magnitud. Zúñiga no escribió a Erasmo sino que publicó directamente sus críticas tras la muerte del purpurado. En junio de 1520 se editaron sus Annotationes contra Erasmum. Sin embargo, un año antes ya se había publicado una segunda edición (con correcciones) de la obra de Erasmo (ahora llamada Novum Testamentum).
La crítica de fondo de Zúñiga a la labor de Erasmo era por poner en tela de juicio la Vulgata. Además mostraba que las diferencias entre los manuscritos griegos con respecto a la versión latina que se empleaba en la Iglesia católica no eran tantos como para justificar una revisión como la que auspiciaba Erasmo. Además, y más delicado todavía, según Zúñiga, Erasmo minaba con su obra los fundamentos de la teología católica. Las «anotaciones» eran 212.
Erasmo respondió con una primera Apología en octubre de 1521. Tomó algunas partes de esta apología para la tercera edición del Novum Testamentum aunque sin mencionar a Zúñiga en ella (cosa que luego le recriminaría). Al parecer en 1520 o 1521 Zúñiga se trasladó a Roma para enseñar griego. Allí escribió una segunda obra contra Erasmo (sin haber leído la Apología): Blasfemias e impiedades de Erasmo de Rotterdam. Ahora trasladaba la discusión al tema doctrinal: comparaba afirmaciones de Erasmo con afirmaciones heréticas tomadas de Lutero, Wycliff, Hus y otros. Envió el escrito al papa para obtener su aprobación, pero León X le impidió mandarlo a imprenta. Pero el papa murió en diciembre de 1521. El nuevo papa Adriano VI no aceptó oficialmente el nombramiento hasta abril de 1522: en ese período Zúñiga aprovechó para mandar a la imprenta su trabajo contra Erasmo.
Una nueva Apología de Erasmo se publicó en agosto. Y entretanto, mientras el papa Adriano se dirigía a Roma para asumir el pontificado, Zúñiga publicó todavía un libelo contra Erasmo tomando como punto de partida el hecho de que Erasmo negaba la sacramentalidad del matrimonio, teoría que compartía con Lutero y que, según Zúñiga, éste había tomado de aquel. Erasmo solo amplió su segunda apología con un apéndice para responder a este nuevo ataque. 
Entre septiembre y noviembre de 1523 hubo otro período de sede vacante que Zúñiga aprovechó para mandar a imprenta un nuevo libro resumen de sus críticas a Erasmo llamado Conclusiones. El humanista respondió con otra apología. Zúñiga siguió criticando duramente el trabajo crítico de las ediciones de Erasmo con nuevos escritos a los que Erasmo ya no respondió directamente aunque menciona tales trabajos en su epistolario burlándose de su adversario. Solo en 1529 escribe una respuesta en forma de carta.
En 1529 se le encuentra en misiones diplomáticas del papa ante Carlos V. En 1530 escribe todavía una carta al papa Clemente VII para pedirle que no siga la vía del Concilio para acabar con la herejía de los protestantes. Luego se trasladó a Nápoles, donde murió y, según testigos, afirmó antes de morir que sus debates con Erasmo no eran por odio sino por amor a la verdad.

## Obras
Dejó, además de las que se enumeran aquí, algunas obras sin publicar siempre polémicas contra Erasmo de Róterdam. Las publicadas son las siguientes:
- Annotationes contra Iacobum Fabrum Stapulens, Toledo 1519
- Annotationes contra Erasmum Roterodamum in defensionem tralationis Noui Testamenti, Toledo 1520
- Itinerarium ab Hispania usq ad urbem romanam in quo multa varia ac scitu dignissima content, Roma 1521
- Erasmi Roterodami blasphamiae et impietates nunc primum propalatae ac proprio volumine alias redargutae, Roma 1522
- Libellus trium illorum voluminum praecursor, quibus Erasmicas impietates ac blasphemias redarguit, Roma 1522
- Epistola ad Pontificem noviter electum, Roma 1522
- Conclusiones principaliter suspecte et scandalose que reperiuntur in libris Erasmi Roterodami, Roma 1523
- Assertio ecclesiasticae translationis Noui Testamenti a soloecismis quos illi Erasmus Roterodamus impegerat, Roma 1524
- Loca quae Stunicae annotationibus illius suppresso nomine in tertia editione Noui Testamenti Erasmus emendauit, Roma 1524
- Consilium quod ad causam Lutheranam non sit opus generali concilio, Roma 1530